# Pregúntale al cielo
Pregúntale al cielo è un singolo della cantante italiana Laura Pausini, estratto dall'undicesimo album in studio Similares e pubblicato il 20 gennaio 2017 in Spagna come quarto singolo e negli Stati Uniti d'America e in America Latina come quinto singolo.

## Il brano
Quinta traccia dell'album, Pregúntale al cielo è stata scritta e adattata in lingua spagnola da Laura Pausini e Niccolò Agliardi e musicato da Paolo Carta.
La corrispettiva versione in lingua italiana, Chiedilo al cielo, presente in Simili, non è stata estratta come singolo.

## Video musicale
Il videoclip (in lingua italiana e in lingua spagnola) è stato diretto dai registi Leandro Manuel Emede e Nicolò Cerioni e girato a Miami.
Il videoclip in lingua italiana viene pubblicato sul canale YouTube della Warner Music Italy il 20 gennaio 2017, mentre quello in lingua spagnola viene pubblicato una settimana più tardi.